# James Arthur (album)
James Arthur – eponimiczny, debiutancki album brytyjskiego piosenkarza Jamesa Arthura wydany na początku listopada 2013. W Polsce płyta uzyskała status platynowej.

## Lista utworów
| 1.  | „You’re Nobody ’til Somebody Loves You” | 3:21  |
|     |                                         |       |
| 2.  | „Get Down”                              | 3:46  |
|     |                                         |       |
| 3.  | „New Tattoo”                            | 3:31  |
|     |                                         |       |
| 4.  | „Impossible”                            | 3:29  |
|     |                                         |       |
| 5.  | „Lie Down”                              | 2:53  |
|     |                                         |       |
| 6.  | „Recovery”                              | 4:37  |
|     |                                         |       |
| 7.  | „Roses” (oraz Emeli Sandé)              | 4:14  |
|     |                                         |       |
| 8.  | „Supposed”                              | 3:50  |
|     |                                         |       |
| 9.  | „Suicide”                               | 4:11  |
|     |                                         |       |
| 10. | „Is This Love?”                         | 3:07  |
|     |                                         |       |
| 11. | „Certain Things” (gośc. Chasing Grace)  | 3:53  |
|     |                                         |       |
| 12. | „Smoke Clouds”                          | 3:57  |
|     |                                         |       |
| 13. | „Flyin”                                 | 1:19  |
|     |                                         |       |
|     |                                         | 46:08 |
|     |                                         |       |

## Certyfikaty i sprzedaż
| Kraj                         | Certyfikat         | Sprzedaż |
| ---------------------------- | ------------------ | -------- |
| Brazylia (Pro-Música Brasil) | złota płyta        | 20 000+  |
| Dania (IFPI Danmark)         | złota płyta        | 10 000+  |
| Irlandia (IRMA)              | złota płyta        | 7 500+   |
| Polska (ZPAV)                | 2x platynowa płyta | 40 000+  |
| Wielka Brytania (BPI)        | platynowa płyta    | 300 000+ |